# Herwig Kircher
Herwig Kircher (* 18. März 1955 in Villach) ist ein ehemaliger österreichischer Fußball-Nationalspieler.

## Karriere
Herwig Kircher begann seine Karriere beim Kärntner Landesligaklub SV Treffen als Stürmer, zog sich später ins Mittelfeld zurück und wurde 1972 von Günter Praschak zum SK VÖEST Linz in die Nationalliga geholt. Bei den „Kokslern“ konnte Herwig Kircher bereits 1973/74 österreichischer Meister werden und auch den Sprung in die österreichische Nationalmannschaft schaffen. Sein Debüt gab er beim 1:0-Sieg gegen Ungarn unter Leopold Šťastný am 28. September 1974. Nach sechs Spielzeiten in Linz, zu deren Ende Herwig Kircher noch das ÖFB-Cupfinale 1978 erreichte, dort aber der SSW Innsbruck unterlag, wechselte der Kärntner zum SV Austria Salzburg.
Nach nur einem Jahr bei den Mozartstädtern nahm Herwig Kircher 1979 ein Angebot aus der französischen Division 1 an und ging für zwei Jahre zu Stade Lavallois. Zurück in Österreich spielte der Mittelfeldspieler 1981/82 für die SSW Innsbruck, mit der er bis ins ÖFB-Cupfinale kam, ehe er zurück nach Kärnten ging. Zunächst beim SK Austria Klagenfurt in der 1. Division, wechselte Herwig Kircher bereits 1984 zum SV Spittal/Drau in die 2. Division, mit dem er erstmals in der Vereinsgeschichte in die 1. Division aufstieg. Letztlich war es auch Spittal, sein sechster Erstligaklub, bei dem der ehemalige Nationalspieler seine Profikarriere beendete.

## Erfolge
- 1 × Österreichischer Meister: 1974
- 2 × Österreichischer Cupfinalist: 1978, 1982
- 1 × Österreichischer Zweitligameister: 1984 (2. Division)

- 2 Spiele für die österreichische Fußballnationalmannschaft von 1974 bis 1975

| Personendaten    | Personendaten                            |
| ---------------- | ---------------------------------------- |
| NAME             | Kircher, Herwig                          |
| KURZBESCHREIBUNG | österreichischer Fußball-Nationalspieler |
| GEBURTSDATUM     | 18. März 1955                            |
| GEBURTSORT       | Villach                                  |